# Rivière aux Écorces (rivière Dumoine)
Pour les articles homonymes, voir Écorce (homonymie) et Rivière aux Écorces.
La rivière aux Écorces coule dans le canton de Touraine, dans la partie sud de la zec de Kipawa, dans le territoire non organisé Les Lacs-du-Témiscamingue, dans la municipalité régionale de comté (MRC) de Témiscamingue, dans la région administrative de Abitibi-Témiscamingue, au Québec, au Canada.

## Géographie
Situé dans la partie sud-ouest de la réserve faunique La Vérendrye, la rivière aux Écorces est un affluent de la Branche Nord-Ouest du lac Dumoine lequel constitue le principal plan d’eau drainé par la rivière Dumoine. Cette dernière se déverse sur la rive gauche de la rivière des Outaouais.
Les bassins versants voisins de la rivière aux Écorces sont :
- côté nord : lac Algonquin, rivière Dumoine ;
- côté est : rivière Dumoine, lac Dumoine ;
- côté sud : lac Dumoine, rivière Dumoine ;
- côté ouest : rivière Kipawa, lac Dumoine.

La rivière aux Écorces prend sa source au lac Algonquin (altitude : 333 m). À partir de l'embouchure du lac Algonquin la rivière aux Écorces coule sur environ 15 km selon les segments suivants :
- vers l’est, jusqu'à la décharge du lac Raout ;
- vers le sud, en recueillant les eaux de la décharge du lac Gaube (venant de est) ;
- vers le sud, jusqu'à la décharge du lac Bimont (venant de l'est) ;
- vers le sud, jusqu'à la décharge du lac Châteauneuf (venant de l'est) ;
- vers le sud, puis formant une courbe vers l'ouest, et en serpentant jusqu'à sa confluence.

La rivière aux Écorces se décharge sur la rive est du Bras Nord-Ouest du lac Dumoine (altitude : 318 m).

## Toponymie
Le toponyme Rivière aux Écorces a été officialisé le 5 décembre 1968 à la Commission de toponymie du Québec.